# Saint-Marcel-de-Félines
Saint-Marcel-de-Félines este o comună în departamentul Loire din sud-estul Franței. În 2009 avea o populație de 773 de locuitori.

## Evoluția populației
| An        | 1975 | 1982 | 1990 | 1999 | 2006 | 2009 |
| --------- | ---- | ---- | ---- | ---- | ---- | ---- |
| Populație | 603  | 608  | 700  | 691  | 747  | 773  |